# Jean Yoon
Jean Yoon (Champaign, Illinois, 4 de mayo de 1962) es una actriz y escritora canadiense nacida en Estados Unidos, de ascendencia surcoreana. Yoon es conocida por originar el papel de la matriarca de la familia Umma en la obra de 2011 Kim's Convenience y en su serie de televisión de 2016, por la que ganó un premio ACTRA y recibió dos nominaciones al premio Canadian Screen.

## Biografía
Yoon nació en Champaign, Illinois, de padres de ascendencia surcoreana, en 1962, y posteriormente se crio en Toronto, donde actualmente reside y trabaja.

## Carrera

### Década de 1980 y 1990: comienzos de su carrera en el teatro
Yoon empezó a actuar en teatro en los años 1980, pero lo dejó por la frustración después de luchar por encontrar trabajo, y completó su licenciatura en la Universidad de Toronto. En 1995, volvió a actuar y creó su propio grupo de teatro, Loud Mouth Asian Babes, donde ha escrito y producido obras sobre la  diáspora coreana en Canadá.

### Década de 2000: Transición a la televisión y al cine
Su carrera comenzó a despegar en la década de 2000, con pequeños papeles en series de televisión como  La Femme Nikita (1996-2001), Witchblade (2000-2002) y Street Time (2001-2003). Su reconocimiento creció en 2006 cuando interpretó a la azafata Betty Ong en la miniserie The Path to 9/11. En 2006, Yoon participó regularmente en la serie de drama legal This Is Wonderland, interpretando a June Kim.
En 2007, Yoon recibió una nominación al premio Gemini por su trabajo en la miniserie de CBC Dragon Boys. En 2009, interpretó a la Dra. Montague en la exitosa película de comedia romántica The Time Traveller's Wife, basada en la novela del mismo nombre.

### Década de 2010-presente: más éxito en televisión
A lo largo de la década de 2010, Yoon interpretó una amplia gama de personajes en varios programas de televisión, entre los que destacan Imena Khumalo en la serie de drama médico Remedy (2014-2015), Connie en la serie animada Peg+Cat (2013-2016), la capitana Theresa Yao en la serie de ciencia ficción The Expanse (2015) y Janis Beckwith en la exitosa serie espacial de la BBC Orphan Black.

#### Kim's Convenience
De 2016 a 2021, Yoon interpretó a Kim Yong-mi ("Umma"), la matriarca de la familia Kim, en la comedia de CBC Kim's Convenience, aunque ésta está basada en la obra de teatro del mismo nombre del año 2011, en la que ella participó con ese mismo papel.

Por su papel en la obra y en la serie de televisión, ha recibido considerable atención y ha discutido públicamente la importancia de la diversidad en los medios tradicionales, específicamente para los canadienses asiáticos y los inmigrantes. En una entrevista con la CBC, Yoon dijo:
El conflicto generacional entre inmigrantes de primera y segunda generación es un territorio muy rico y, si lo has vivido, es reír y llorar, reír y llorar, reír y llorar. Pero no hemos visto esas historias en la televisión a nivel nacional. Estamos empezando a ver esas historias en novelas y en el teatro... Estamos empezando a ver una conciencia de que este es un territorio que no ha sido explorado. Allí hay comedia, allí hay talento, y hay un repentino estallido de interés. Pero también es una cuestión de masa crítica.
Por su papel en Kim's Convenience, Yoon ganó un premio ACTRA y fue nominada cinco veces al premio Canadian Screen Award como Mejor Actriz en una Serie de Comedia, ganando en los 10.º premios Canadian Screen Awards en 2022. Yoon interpretó el papel durante las cinco temporadas que duró el programa.

### Otros trabajos
Yoon también es escritor y dramaturgo. Ha escrito varias obras de teatro, poemas y ensayos, incluido The Yoko Ono Project, una comedia de arte escénico multimedia sobre Ono, su arte y su impacto, que le valió una nominación al premio Dora Mavor Moore y un premio Jessie Richardson.
En diciembre de 2022, Yoon y la patinadora artística de competición surcoreana retirada Yuna Kim fueron nombrados embajadores honorarios con motivo del 60 aniversario de las relaciones diplomáticas entre Canadá y Corea del Sur en 2023.

## Filmografía

### Películas
| Año  | Título                   | Papel         | Notas        |
| ---- | ------------------------ | ------------- | ------------ |
| 2006 | Cow Belles               | Corrinne      |              |
| 2009 | The Time Traveler's Wife | Dra. Montague |              |
| 2013 | Empire of Dirt           | Tess          |              |
| 2013 | Wedding Palace           | Mi Sook       |              |
| 2016 | Rupture                  | Colette       |              |
| 2020 | Nocturne Falls           | Whitney       | Cortometraje |
| 2021 | The Voyeurs              | Dra. Sato     |              |
| 2024 | Code 8: Part II          | Mina          |              |
| 2024 | Darkest Miriam           | Irene Frenkle |              |

### Televisión
| Año       | Título                       | Papel                 | Notas            |
| --------- | ---------------------------- | --------------------- | ---------------- |
| 1998      | La Femme Nikita              | Ying Kam              | 1 episodio       |
| 2001-2002 | Witchblade                   | Asistente del Coronel | 2 episodios      |
| 2002      | Street Time                  | Dra. Whitsell         | 1 episodio       |
| 2002-2003 | Odyssey 5                    | Dra. Lynn Chen        | 2 episodios      |
| 2005-2006 | This Is Wonderland           | June Kim              | Papel recurrente |
| 2006      | The Path to 9/11             | Betty Ong             |                  |
| 2007      | Dragon Boys                  | Belinda Lok           |                  |
| 2009      | Being Erica                  | Mrs. Li               | 1 episodio       |
| 2012      | Little Mosque on the Prairie | Tenant                | 1 episodio       |
| 2014      | Remedy                       | Imena Khumalo         | Papel recurrente |
| 2015      | The Expanse                  | Capitana Theresa Yao  | 2 episodios      |
| 2013-2016 | Orphan Black                 | Janis Beckwith        | Papel recurrente |
| 2013-2016 | Peg+Cat                      | Connie                | Papel principal  |
| 2016-2021 | Kim's Convenience            | Young-Mi Kim (Umma)   | Papel principal  |
| 2017      | Dark Matter                  | Dra. Hajek            | 1 episodio       |
| 2018      | In Contempt                  | Judge Pinkner         | 2 episodios      |
| 2019      | Street Legal                 | Mercedes Orr          | 1 episodio       |
| 2021      | Nurses                       | Willow Chen           | 1 episodio       |
| 2023      | The Horror of Dolores Roach  | Joy                   | 4 episodios      |

## Vida personal
Yoon tiene un hijo; y en una entrevista de 2017 con la revista NOW, se describió a sí misma como una "mamá que actúa".